# Црква Светог Георгија у Забреги
Црква Светог Георгија у Забреги, насељеном месту на територији општине Мало Црниће, припада Епархији браничевској Српске православне цркве. 
Црква посвећена Светом Великомученику Георгију подигнута је 1996. године прилозима мештана, а исте године храм је осветио патријарх српски Павле. Саграђена је у византијском стилу, једнобродна у облику крста, са олтарским делом, мањом припратом и певничким апсидама. 